# 埃克舍
埃克舍是瑞典延雪平省的一座城市。
該城的歷史可回溯至中古時代，最早在14世紀已被提及，在第一次北方战争中的1568年曾經被完全燒燬，後再度重建。